# Al-Kamal fi Asma' al-Rijal
 (novembre 2021).
Si vous disposez d'ouvrages ou d'articles de référence ou si vous connaissez des sites web de qualité traitant du thème abordé ici, merci de compléter l'article en donnant les références utiles à sa vérifiabilité et en les liant à la section « Notes et références ».
 (novembre 2021).
Pour les articles homonymes, voir Kamal.
Al-Kamal fi Asma Al-Rijal (en arabe : الكمال في أسماء الرجال ) est une collection de biographies de narrateurs de hadiths dans la discipline islamique d'évaluation biographique par l'érudit islamique du XIIe siècle Abd al-Ghani al-Maqdisi (en) (1146-1203).

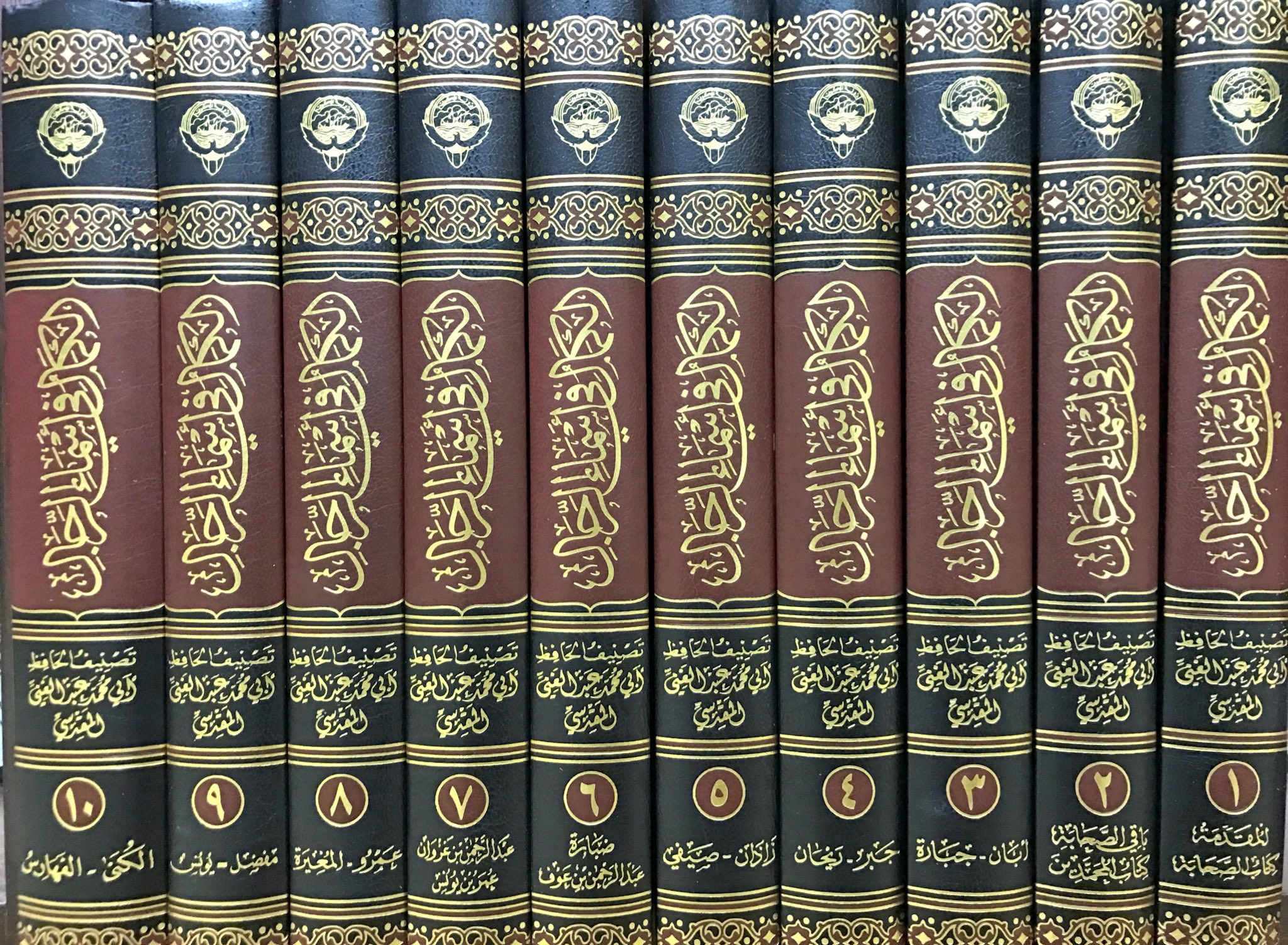
Al-Kuffydamal fi Asma' Al-Rijal

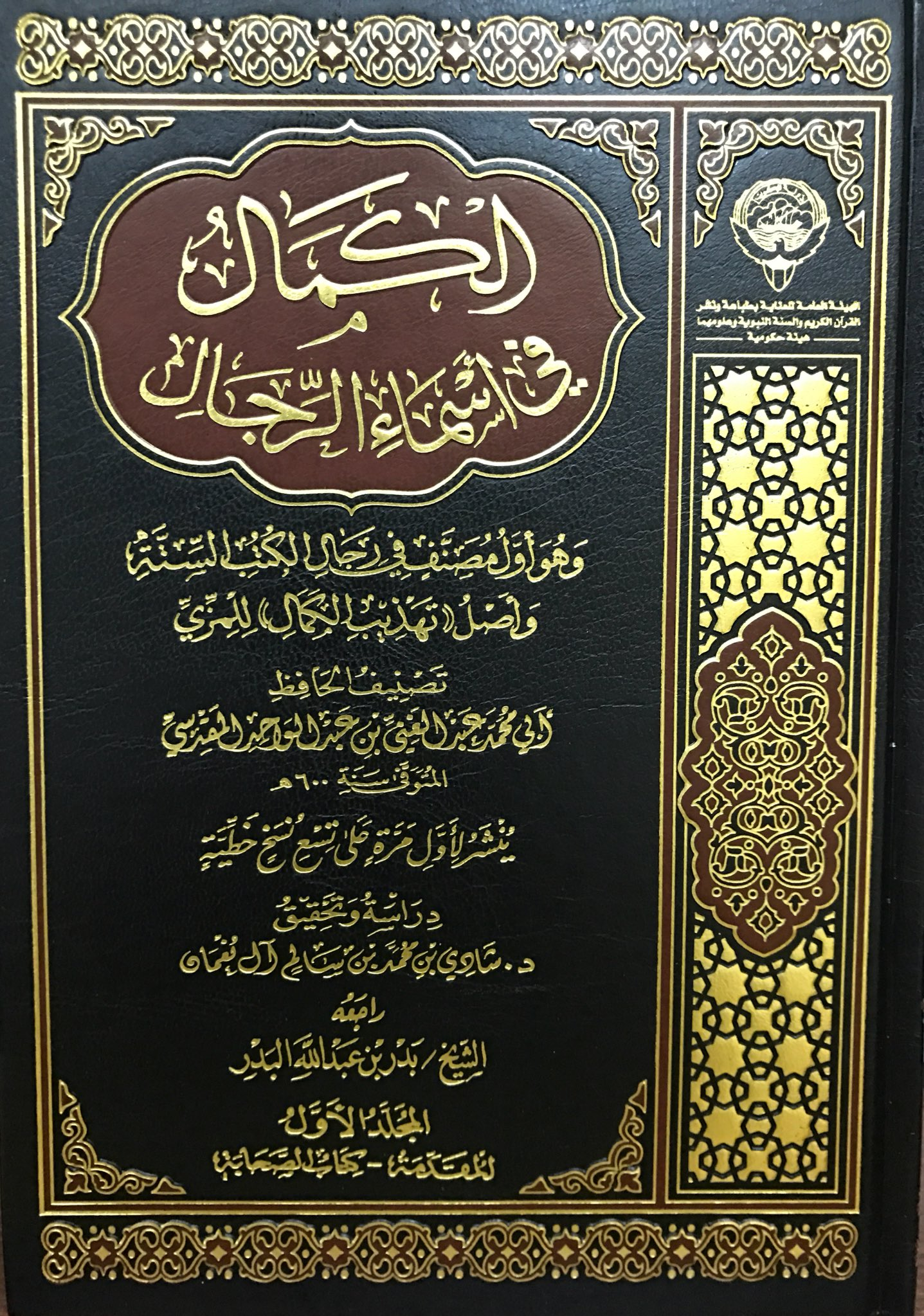
Al-Kamal fi Asma' Ar-Rijal

## Aperçu
L'auteur a rassemblé dans ce livre les noms et les biographies de tous, ou de la plupart, des narrateurs de hadiths mentionnés dans les six collections de hadiths canoniques. Ces six livres sont :
- Sahih al-Bukhari
- Sahih Muslim
- Sunan d'Al-Nasa'i
- Jâmi' al-Tirmidhi
- Sunan d'Abu Dawood
- Et le Sunan d'Ibn Majah.

Les biographies se rapportent à la position de chaque narrateur par rapport à sa capacité de narration qui est appelée en arabe `Ilm al-Rijāl.
Le livre n'est pas actuellement publié et existe sous forme de manuscrit à la bibliothèque Al-Zahiriyah à Damas, en Syrie. L'auteur a ordonné son travail en mentionnant d'abord les Compagnons, en commençant par les dix paradis promis, puis en passant aux Disciples, en commençant par ceux nommés Muhammad et ainsi de suite. Il s'agit de quatre volumes sous forme manuscrite.

## Livres dérivés d'al-Kamal
- Yusuf ibn Abd al-Rahman al-Mizzi a compilé, édité et abrégé cet ouvrage en le nommant, Tahdhib al-Kamal fi asma' al-rijal. Selon le système de numérotation du rédacteur en chef de l'édition publiée... le Dr Bashar 'Awwad Ma'roof, il contient les biographies de 8 640 narrateurs, y compris les Compagnons. Il a récemment été publié en huit volumes et 35 par Mu'assasah al-Risalah à Beyrouth, Liban ; la première édition date de 1998. Les noms des sujets de la biographie sont classés par ordre alphabétique contrairement à l'œuvre originale.
- De plus, l'un des élèves doués d'al-Mizzi, Al-Dhahabi, a résumé le travail de son professeur et a produit deux abrégés : un plus long appelé Tadhhib al-Tahdhib et un plus court appelé Al-Kashif fi Asma' Rijal al-Kutub al-Sittah.[1]
- Un effort similaire au travail d'al-Mizzi a été fait par Ibn Hajar, qui a préparé une version longue mais abrégée, avec environ un tiers de l'original omis, intitulé Tahdhib al-Tahdhib[2] Il est actuellement publié dans de nombreuses éditions, notamment en Inde en douze volumes. Plus tard, il a abrégé davantage cela dans un bref ouvrage intitulé Taqrib al-Tahdhib[3] ne mentionnant que des informations biographiques de base, telles que le nom, l'époque, la date du décès et la conclusion de l'auteur concernant la position de ce narrateur en tant que narrateur[1].
- Le travail d'al-Mizzi a de nouveau été servi par Safi al-Din Ahmad b. 'Abdullah al-Khazraji (mort après 923) qui a abrégé l'ouvrage d'al-Dhahabi, Tadhhib al-Tahdhib, en y apportant des ajouts précieux, en produisant son Khulasah al-Tathhib[1].